# Владимир Бараћ
Владимир Бараћ (Београд, 16. март 1976) српски је универзитетски предавач.

## Биографија
Завршио је Факултет спорта и физичког васпитања у Београду и стекао звање професор физичке културе.
Током студирања радио је као демонстратор-сарадник на предмету  Спортска гимнастика. Као професор физичког васпитања радио је у Седмој београдској гимназији и основној школи, а као тренер млађих категорија у Гимнастичком клубу „Диф“ Београд.
Током спортске каријере бавио се спортском гимнастиком и скоковима у воду.
Од 2006. године запослен је на Факултету драмских уметности у звању Стручни сарадник на предмету Сценска акробатика.
Део је предавачког тима школе глуме и говора омладинског позоришта ДАДОВ.